# 多棘凹鰭綿鳚
多棘凹鰭綿鳚，為輻鰭魚綱鱸形目绵鳚亞目绵鳚科的其中一種，分布於西北太平洋，包括鄂霍次克海、薩哈林島等海域，屬底棲性魚類，棲息深度在水深53至386公尺，體長可達12.5公分。

## 扩展阅读
維基物種上的相關：多棘凹鰭綿鳚